# Shishō
Cuvântul shisho este o combinație de două kanji: shi (師?)  („Profesor”, „profesor”) și shō (匠?)   („Aptitudine într-un domeniu”); de asemenea, vorbind despre un maestru ca model de urmat: shihan. Shisho este mai mult decât un simplu maestru al învățării unei discipline, este un maestru al căii.

## Corespondent occidental
Este dificil de tradus un cuvânt japonez care desemnează o realitate care nu există în Occident, dar shisho ar putea fi un fel de mentor a cărui predare depășește simpla transmitere a unei arte. 

## Dojo
Este necesar să o apropiem de relația pe care o au uneori adulți tineri cu „bătrâni”, care îi fac să se bucure de experiența și cunoștințele lor printr-o relație de respect reciproc și bunăvoință. În companie, ar fi maestrul meșter, care ar corespunde cel mai bine tradiției dojourilor japoneze. 
Termenul este confundat în Occident, și adesea greșit, cu termenul Sensei. 